# Verónica: el rostro del amor
Verónica: el rostro del amor es una telenovela argentina realizada por Canal 11 en 1982, escrita por el autor brasileño Vicente Sesso y producida por Armando Barbeito, Eduardo Rozas y Juanjo Dibo. Protagonizada por Verónica Castro, Jorge Martínez, y Germán Kraus, con las actuaciones especiales de Chela Castro, Beatriz Castro, Vicky Olivares, Susy Kent y Nelly Prono. La telenovela fue vendida a más de 80 países con gran éxito. 

## Argumento
Verónica (Verónica Castro) llega a Argentina junto a un grupo de gente buena que recorre el mundo en carromatos, dando funciones circenses, de títeres y variedades. Verónica huyó de su país natal escapando de la venganza del padre de un exnovio, que la culpaba de la muerte de su hijo, sin ella tener nada que ver. Ya en Argentina, conoce por casualidad a Fabio (Jorge Martínez) y a Renato (Germán Kraus) dos amigos galanes, ricos y conquistadores. Fabio, soltero y con novia y Renato, viudo y con un hijo de 8 años. Los dos amigos se enamoran de ella y comienzan a disputar su amor.
Verónica empezó a trabajar como sirvienta en casa de Renato, hasta que Fabio descubre que el bello rostro de Verónica, podría ser el indicado para la promoción de productos cosméticos de su empresa, y así la convierte en modelo. Verónica empieza a confundirse, sin saber a quién de los dos amigos ama realmente.
Después de muchos problemas y situaciones, el padre de su exnovio mexicano la encuentra y la secuestra, pero Fabio y Renato se unen para rescatar a Verónica, así logran encontrarla y salvarla, pero en la lucha con los mal vivientes, Renato queda en estado de coma irreversible. Al final, Verónica y Fabio, terminaron casándose por la iglesia, junto a toda la gente que sabía del amor de ambos.

## Reparto
- Verónica Castro - Verónica
- Jorge Martínez - Fabio
- Germán Kraus - Renato Toledo Pezaña
- Beatriz Castro - Patricia
- Susy Kent - tía Catita
- Vicky Olivares - Vera
- Nelly Prono - Nina
- Chela Castro - Sara
- Enrique Liporace - Cerdeyra
- Gustavo Rey - Julio León
- Coni Vera - Maura
- Maurice Jouvet - César León
- Ernesto Larrese - Tony
- Edith Boado - Mariana
- Margarita Luro - Anita
- Zelmar Gueñol - Hipólito
- Ana María Giunta  - Rosita
- Roberto de Victorio - Marioneta
- Isabel Spagnuolo - Nélida
- Elena Sedova - Katia
- Quique Aguilar - Gonzalo
- María Noel - Baby
- Marcelo Alfaro - Ricardo
- Andrés Caliendo - Marcelo
- Felipe Méndez - Pepe
- Ricardo Castro Ríos - Ortigoza
- María Maristany - Carmen
- Beatriz Castro - Patricia
- Alicia Anderson - Leonor
- Marcela Ruiz - Marcela
- Elsa Berenguer - Bebé
- Nene Malbrán - Lulú
- Alita Román - Madam Laura Yordan
- Eduardo Rudy - Eduardo
- Juan Carlos Lima
- Juan Carlos Vecello
- Antonio Alemania
- Ruben Stella
- Andrea Tenuta

## Versiones
- Verónica: el rostro del amor está basada en la telenovela brasileña Minha Doce Namorada, realizada por Rede Globo en 1971, y protagonizada por Regina Duarte y Cláudio Marzo.
- En 1972, Canal 9 y Panamericana Televisión realizaron una versión peruano-argentina titulada Mi dulce enamorada. Adaptada por Abel Santa Cruz y protagonizada por Regina Alcóver y Guillermo Bredeston.